# Османтус
Османтус (Osmanthus) је назив за род биљака које припадају породици маслина (Oleaceae) и обухвата око 30 врста. Кина се сматра историјском домовиномове биљке. Од свих врста османтуса, најпознатији је Мирисни османтус (Osmanthus fragrans) који је у народу познат још и као слатки османтус, слатка маслина, мирнисна маслина и чајна маслина. Већина врста је пореклом из источне Азије (Кина, Јапан, Кореја, Индокина, Хималаји, итд). Најпре је пронађена на истоку Хималаја, а неколико врста је пронађено и на Кавказу, Новој Каледонији и Суматри. Први писани траг о османтусу је пронађен у књизи Море и планина из Периода зараћених држава.

### Врсте
Врсте које су прихваћене:
1. Osmanthus armatus Diels – Шанси, Сечуан, Хубеј, Хунан
2. Osmanthus attenuatus P.S.Green – Гуангси, Гуејџоу, Јунан
3. Osmanthus austrocaledonicus (Vieill.) Knobl. – Нова Каледонија
4. Osmanthus cooperi Hemsl. – Анхуеј, Фуђен, Ђангсу, Ђангси, Џеђанг
5. Osmanthus cymosus (Guillaumin) P.S.Green – Нова Каледонија
6. Osmanthus decorus (Boiss. & Balansa) Kasapligil – кавкаски османтус – Турска, Кавказ
7. Osmanthus delavayi Franch. – Гуејџоу, Сечуан, Јунан
8. Osmanthus didymopetalus P.S.Green – Гуангдунг, Хајнан
9. Osmanthus enervius Masam. & T.Mori – Тајван, Рјукју
10. Osmanthus fordii Hemsl. – Гуангдунг, Гуангси
11. Osmanthus fragrans Lour. – Хималаји (северна и источна Индија, Непал, Бутан, Асам), Индокина (Мјанмар, Тајланд, Камбоџа, Вијетнам), Јапан, Кина (Гуејџоу, Сечуан, Јунан, Тајван)
12. Osmanthus gracilinervis L.C.Chia ex R.L.Lu – Гуангдунг, Гуангси, Хунан, Ђангси, Џеђанг
13. Osmanthus hainanensis P.S.Green – Хајнан
14. Osmanthus henryi P.S.Green – Гуејџоу, Хунан, Јунан
15. Osmanthus heterophyllus (G.Don) P.S.Green – свети османтус, света маслина – Јапан, Тајван, Рјукју
16. Osmanthus insularis Koidz. – Кореја, Јапан, Рјукју, Огасавара острва
17. Osmanthus iriomotensis T.Yamaz – Рјукју
18. Osmanthus kaoi (T.S.Liu & J.C.Liao) S.Y.Lu – Тајван
19. Osmanthus lanceolatus Hayata – Тајван
20. Osmanthus monticola (Schltr.) Knobl. – Нова Каледонија
21. Osmanthus pubipedicellatus L.C.Chia ex H.T.Chang – Гуангдунг
22. Osmanthus reticulatus P.S.Green – Гуангдунг, Гуангси, Гуејџоу, Хунан, Сечуан
23. Osmanthus rigidus Nakai – Кјушу
24. Osmanthus serrulatus Rehder in C.S.Sargent – Сечуан
25. Osmanthus suavis King ex C.B.Clarke in J.D.Hooker – Асам, Бутан, Непал, Сиким, Мјанмар, Јунан, Тибет
26. Osmanthus urceolatus P.S.Green – Сечуан, Хубеј
27. Osmanthus venosus Pamp. – Хубеј
28. Osmanthus yunnanensis (Franch.) P.S.Green – Јунан, Тибет

#### Баштенски хибриди
Osmanthus × burkwoodii (Burkwood & Skipwith) P.S.Green (O. delavayi × O. decorus)
Osmanthus × fortunei Carrière (O. fragrans × O. heterophyllus)

### Историја
Француски језуит, мисионар и ботаничар Пјер Жан Мари Делавеј је први донео мирисни османтус у Европу средином 19. века. Током свог боравка у Кини, Ж. М. Делавеј је описао више од 4.000 биљних врста, од којих је 1.500 раније било непознато. Неке од ових биљака и данас носе његово име, укључујући и једну врсту османтуса (Osmanthus delavayi).

### Ботанички опис
Османтус расте у облику грмља или дрвећа висине од 2 до 12м. Листови су зимзелени, оштрог врха и наспрамно су распоређени дуж стабљике. Кора је светлозелена када је млада и потамни с годинама. Цветови османтуса су двополни, односно сваки цвет има и мушке и женске карактеристике. Османтус цвета у јесен, зиму и пролеће. Цветање обично почиње у септембру или октобру и траје до априла, а понекад и до маја. Цветови османтуса расту у метлицама и имају четири латице, а њихова боја зависи од врсте. Најчешће су бели, жути или наранџасти. Мирис османтуса највише личи на мирис зреле брескве или кајсије. Плод је тамноплаве или љубичасте боје, a по облику и величини је најсличнији плоду медитеранске маслине (лат. Olea europaea). Османтусов плод садржи једно семе.

### Узгајање
Османтусу прија клима топлог умереног појаса. Може се узгајати у природи и у кућним условима. Биљка расте прилично споро али се лако узгаја, воли сунце и мало хладовине, прилично је отпоран на ветар и хладноћу, подноси и слабе мразеве. Температуре испод нуле не може да преживи. Османтусу подједнако прија кисело, неутрално и алкално тло, а најбоље расте на песковитом тлу, на иловачи и на глиненом земљишту. У првој години узгоја, османтус захтева редовно заливање како би се развио дубок и разгранат корен. Биљка се може хранити конвенционалним ђубривом у рано пролеће пре формирања младих изданака. Да би одрасла биљка добила уредан облик, након цветања се врши обрезивање али треба имати у виду да орезани грм османтуса скоро уопште не цвета. 
Османтус се добро размножава резницама од 7 до 12 cm узетих са одраслог стабла у септембру и октобру. Османтус се може размножавати и семеном. Семе клија у року од 6 до 18 месеци, а саднице се могу пресађивати у појединачну саксију тек када довољно ојачају за самосталан живот.

### Употреба
Цветови мирисног османтуса се користе широм источне Азије због свог јаког мириса и укуса. У Кини је популаран чај од османтуса (кин. 桂花茶 guìhuā chá) који се прави тако што се комбинују слатки цветови османтуса са листовима црног или зеленог чаја. Мирисни османтус и чај од османтуса се посебно везује за место у Кини које се зове Гуејлин (кин. 桂林 guìlín) што у преводу значи „Шума слатког османтуса“. Осушени цветови османтуса се користе у кувању, ароматизовању џемова, супа, слаткиша, кнедли и  разних слатких вина, сокова па чак и пива. Незрели плодови османтуса киселе се попут маслина. Кинези воле да кувају слатку кашу чатанг (кин. 茶汤 chátāng) по националном рецепту од сирка и проса коју преливају пекмезом од цветова османтуса. Вино од османтуса је такође веома познато. 
Због лековитог дејства, османтус је нашао своју употребну вредност и у козметологији. Козметички производи са екстратом османтуса се користе за негу проблематичне, осетљиве и старије коже, али и за разне алергијске реакције. Етерично уље османтуса се препоручује у лечењу дерматоза, фурункулозе и хиперпигментације. Поред медицинске и нутритивне употребе, османтус се користи и у индустрији парфема. Османтус се често користи у пејзажној архитектури за украшавање паркова и башта. 
Османтус има многа лековита својства која су корисна за људско здравље, а у ту сврху се користе сви делови биљке (корен, стабљика, лишће, цвеће и плодови). Утврђено је да османтус има у себи антиоксидансе, антиканцерогена, антиинфламаторна и антибактеријска својства и да се самим тим може користити за лечење многих људских болести, као што су рак, кожне болести, кардиоваскуларне и неуролошке болести.